# Hertogdom Saksen-Weißenfels
Het hertogdom Saksen-Weißenfels was een van 1656 tot 1746 bestaand hertogdom binnen het Heilige Roomse Rijk.
De deling van het keurvorstendom Saksen werd ingeleid door het testament van keurvorst Johan Georg I in 1652. Het testament was niet duidelijk, maar de militaire en politieke leiding moest bij de keurvorstelijke hoofdlinie blijven, terwijl de zijlinies eigen hofhoudingen konden gaan voeren. Enkele maanden na de dood van de keurvorst sloten zijn zoons op 22 april 1657 vriend-broederlijke hoofdvergelijk, waardoor August Saksen-Weißenfels kreeg.
In 1657 werd het kommissionsamt Schulpforta gesticht voor het bestuur in de ambten Eckartsberga, Freyburg en Weißenfels. In 1659 werd het graafschap Barby verworven en op 17 februari 1663 werd het vorstendom Querfurt gesticht. Dit vorstendom was wel rijksvrij.
Na het uitsterven van de laatste hertog, Johan Adolf II in 1746 werd het gebied herenigd met het keurvorstendom Saksen.

Kaart van Thüringen (1680); zie het olijfgroene gebied, boven het midden.

## Bezit
- Vorstendom Querfurt. Samengesteld uit delen van het hertogdom Maagdenburg: de ambten Querfurt, Jüterbog, Dahme en tot 1687 Burg
- van de Thüringer Kreis: de ambten Weißenfels, Freyburg, Sangerhausen, Sachsenburg, Weißensee, Langensalza, Wendelstein en Sittichenbach (de laatste twee werden bij het vorstendom Querfurt gevoegd)
- van het graafschap Mansfeld: het ambt Heldrungen
- na het uitsterven van de graven van Barby: het graafschap Barby (effectief in 1659)

## Regenten
| regering     | naam           | geboren   | overleden | familie |
| ------------ | -------------- | --------- | --------- | ------- |
| 1650/63-1680 | August         | 13-8-1614 | 4-6-1680  |         |
| 1680-1697    | Johan Adolf I  | 2-11-1649 | 24-5-1697 | zoon    |
| 1697-1712    | Johan George   | 13-7-1677 | 16-3-1712 | zoon    |
| 1712-1736    | Christiaan     | 23-2-1682 | 28-6-1736 | broer   |
| 1736-1746    | Johan Adolf II | 4-9-1685  | 16-5-1746 | broer   |